# Diocèse de Piedras Negras
Le diocèse de Piedras Negras (en latin : Dioecesis Saxanigrensis ; en espagnol : Diócesis de Piedras Negras) est un diocèse de l'Église catholique du Mexique, suffragant de l'archidiocèse de Monterrey.

## Territoire

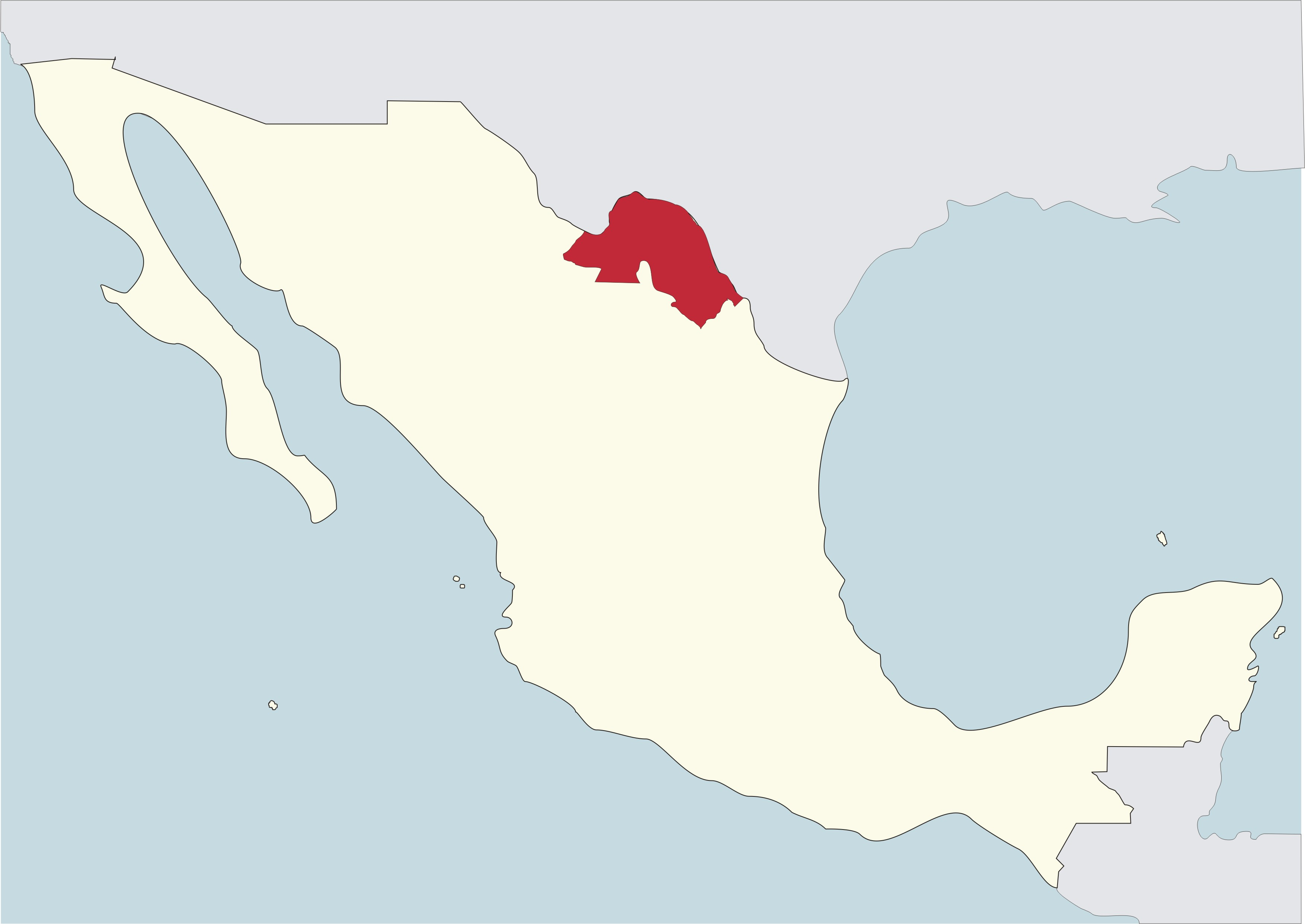
Le diocèse de Piedras Negras en rouge sur la carte du Mexique

Il comprend les municipalités d'Acuña, Allende, Guerrero, Hidalgo, Jiménez, Juarez, Morelos, Múzquiz, Nava, Ocampo (en partie), Piedras Negras, Progreso, Sabinas, San Juan de Sabinas, Villa Unión et Zaragoza de l'État de Coahuila.
Il possède un territoire d'une superficie de 56 608 km2 divisé en 37 paroisses. Le siège épiscopal est dans la ville de Piedras Negras où se trouve la cathédrale des Martyrs-du-Christ-Roi (es).

## Historique
Le diocèse est érigé le 8 janvier 2003 par la constitution apostolique Sollicitus de spirituali du pape Jean-Paul II en prenant une partie du territoire du diocèse de Saltillo. Il est nommé suffragant de l'archidiocèse de Monterrey.

## Évêque
- Alonso Gerardo Garza Treviño (8 janvier 2003 - 8 juin 2024)
- Alfonso Gerardo Miranda Guardiola, depuis le 8 juin 2024